# Cathédrale Saints-Simon-et-Jude de Phoenix
La cathédrale Saints-Simon-et-Jude est la cathédrale du diocèse de Phoenix.

## Histoire
La paroisse a été établie par Mgr Daniel James Gercke le 15 mai 1953 alors que la ville faisait encore partie du diocèse de Tucson. Le père fondateur était le Révérend Paul Smith, d'origine irlandaise, qui était venu avec les sœurs de Loreto. Le frère Smith a célébré la messe dans l'école du Maryland pendant la construction d'une église temporaire. Celle-ci fut consacrée le 17 octobre 1954. Le bâtiment actuel fut consacré le 11 décembre 1966 et devint une cathédrale lors de la création du diocèse de Phoenix, en 1969, élevée à ce statut sous le Pape Paul VI. 
Le recteur actuel est le Révérend John Lankeit et l'évêque actuel du diocèse est Mgr Thomas J. Olmsted (en). L'évêque auxiliaire est Mgr Eduardo Nevares (en) (ordonné le 19 juillet 2010).
L'édifice est situé au 6351 sur la North 27th Avenue, Phoenix, Arizona 85017, juste à l'ouest de l'Interstate 17 (sortie Glendale Ave, vers le sud ou Bethany Home Rd, vers le nord). À côté de la cathédrale se trouve l'école catholique Saints-Simon-et-Jude. Les autres bâtiments du campus de l'école comprennent la maison Mary Ward. Devant la cathédrale se trouve une grande croix posée sur un dôme qui recouvre l'autel temporaire où le pape Jean-Paul II a célébré la messe lors de sa visite à Phoenix.

## Recteurs
- Rev. Paul P. Smith, 1953 -
- Rev. Michael O'Grady, 1990–2005
- Rev. Robert Clements, 2005–2011
- Rev. John Lankeit, 2011–nos jours

## L'école élémentaire
L'enseignement est assuré de la maternelle à la huitième classe par les sœurs de Loreto.
L'école fut fondée en 1954 par Mgr Daniel James Gercke (en) de Tucson et le Révérend Paul P. Smith. Le 20 août 1954, quatre sœurs de Loreto de l'Ordre de l'Institut de la Sainte Vierge Marie (I.B.V.M.) sont arrivées de Navan (Irlande) pour travailler dans la nouvelle école.

## Visiteurs célèbres
Le pape Jean-Paul II a visité la cathédrale le 14 septembre 1987.
Mère Térésa l'a visitée en mai 1989.

## Galerie d'images

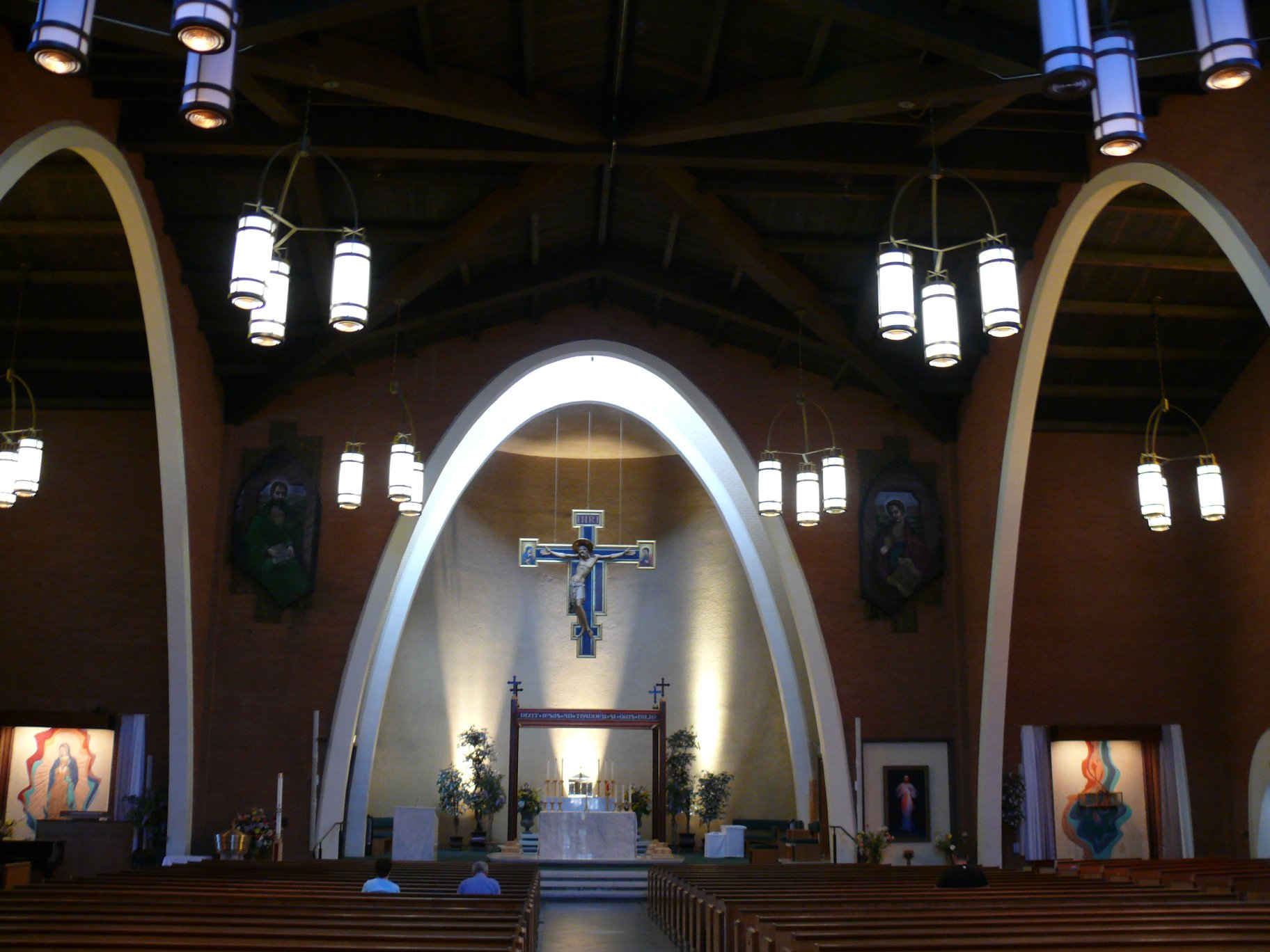
La nef
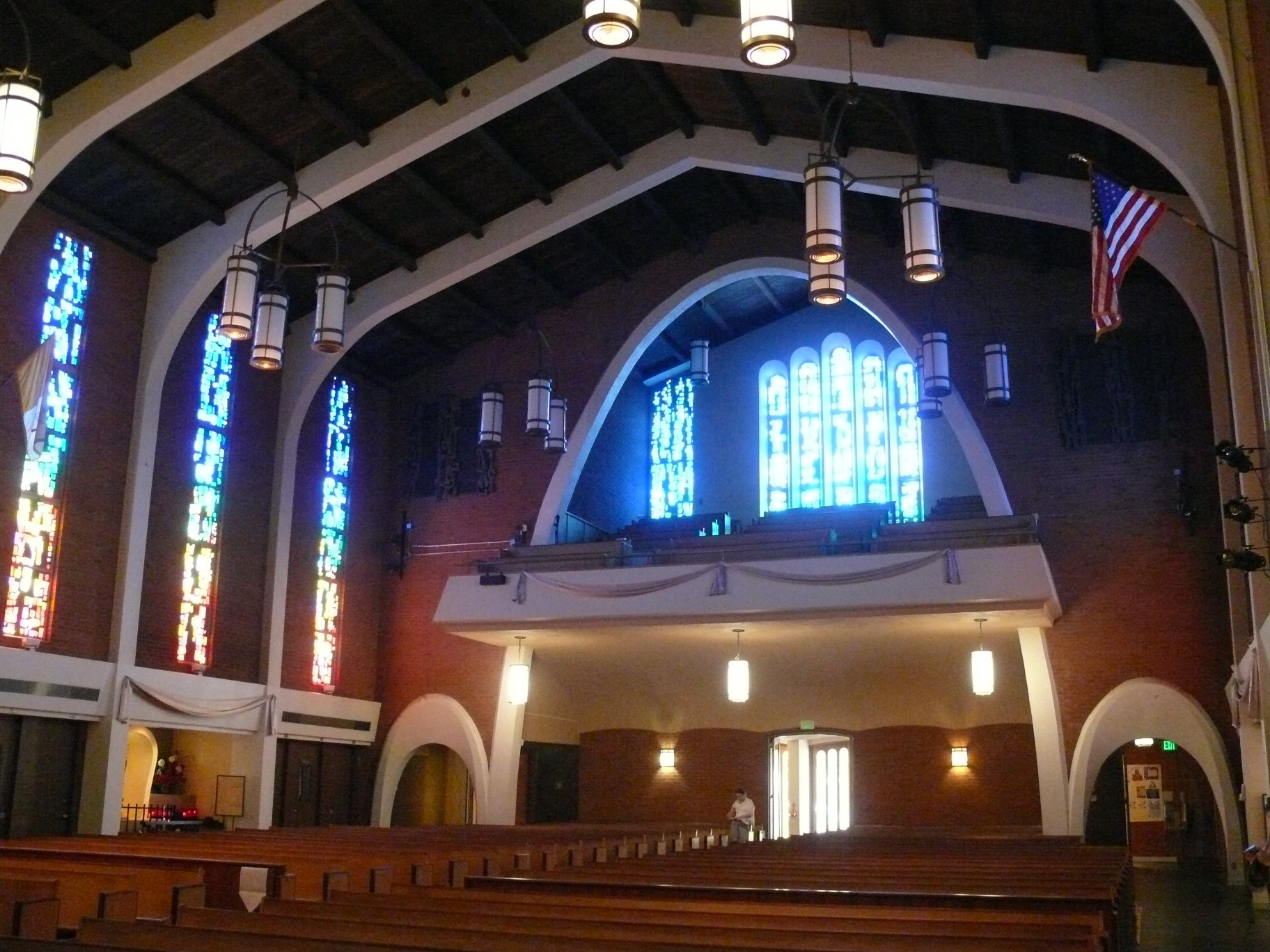
La nef
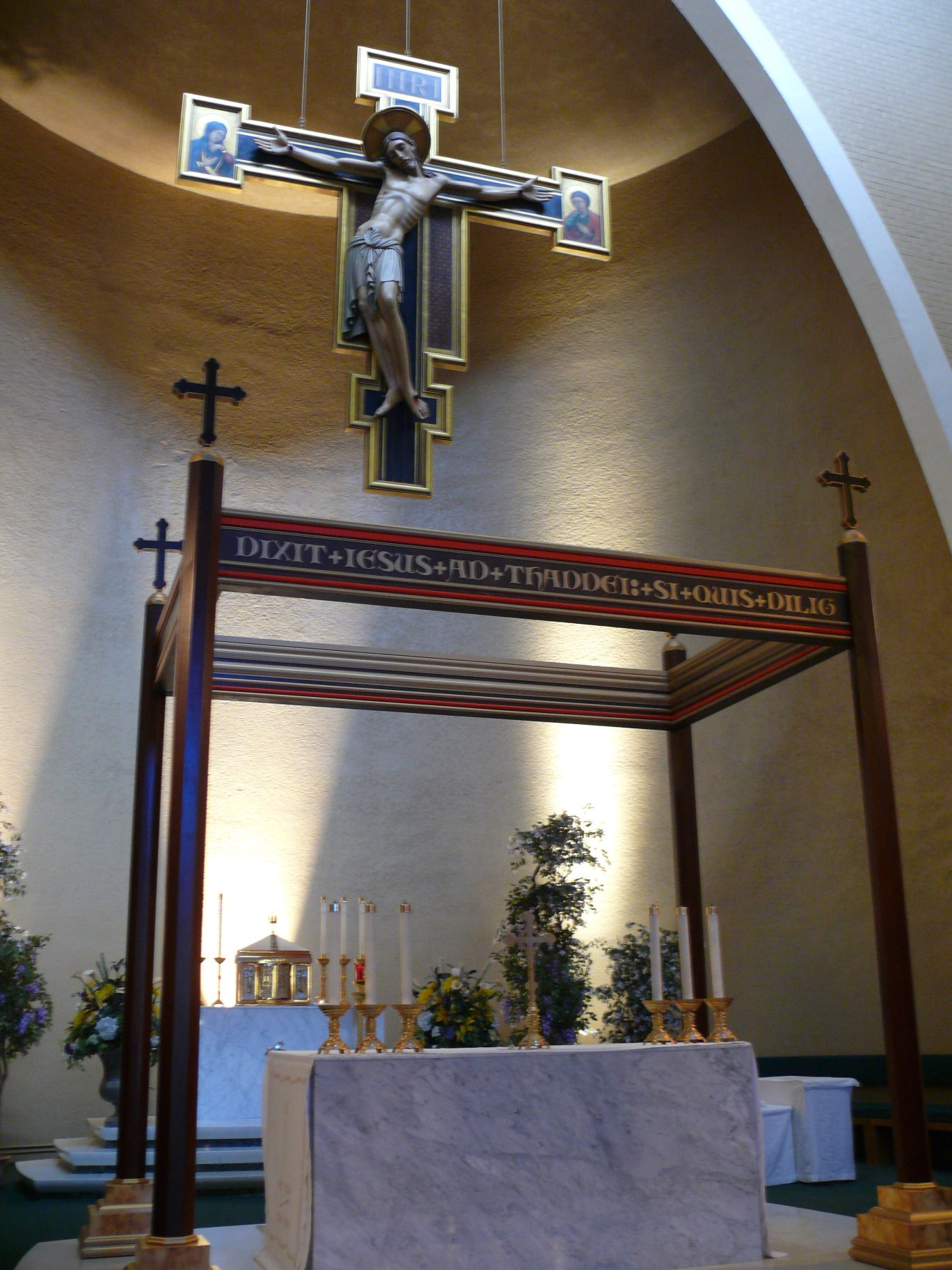
Le chœur
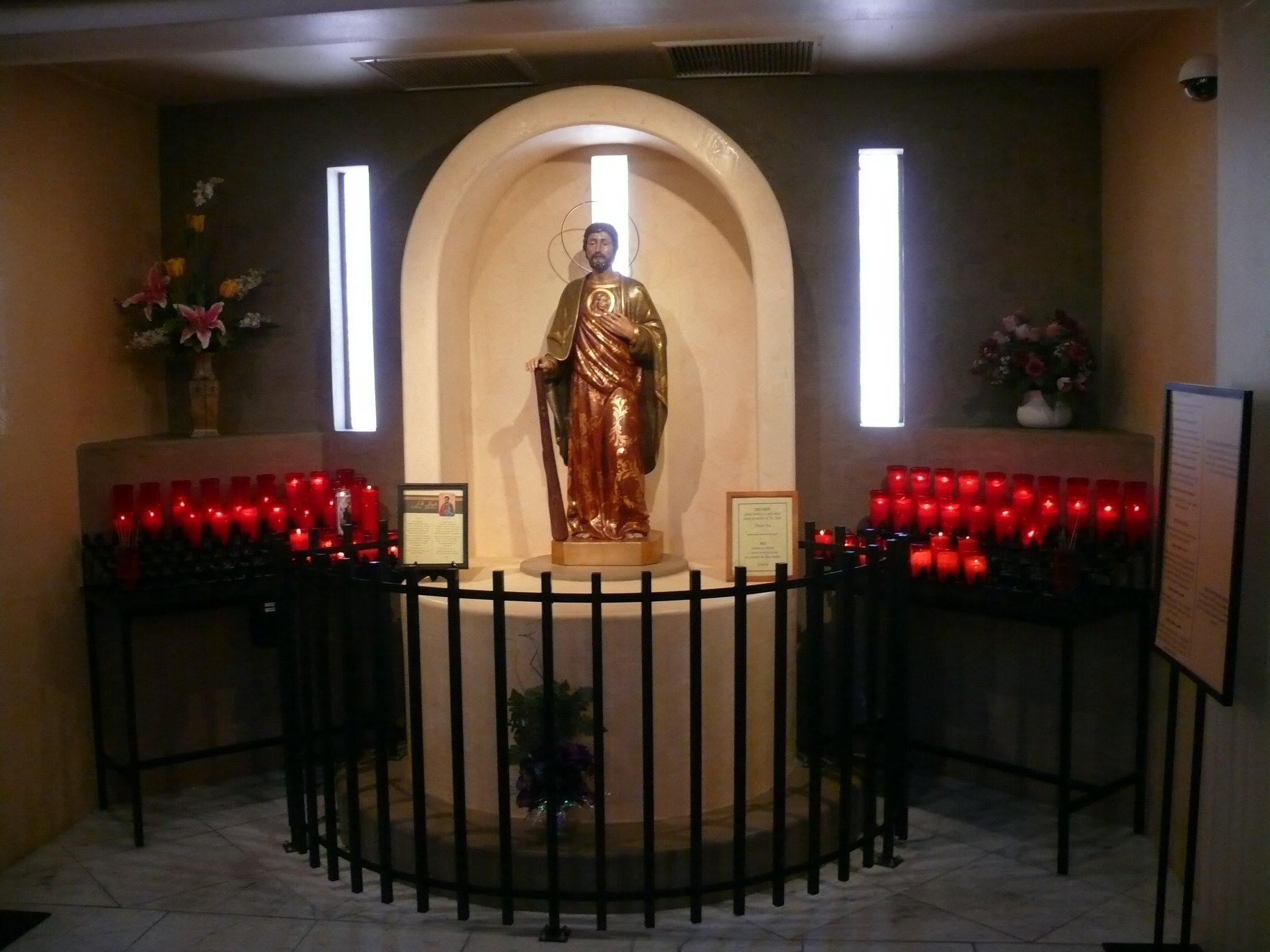
La chapelle de Notre-Dame-de-Guadalupe